# Nikola (oblast d'Irkoutsk)
Nikola (en russe : Никола) est un possiolok de l'oblast d'Irkoutsk en Russie. Se situant dans le raïon d'Irkoutsk, il se trouve dans la partie sud de l'oblast. Il fait partie avec trois autres localités de la municipalité de Listvianka. Sa population s'élevait à 119 habitants en 2010.

## Géographie
La localité de Listvianka se situe en Sibérie orientale, dans l'oblast d'Irkoutsk, un sujet de la Russie. La localité fait partie du district fédéral sibérien, se trouvant à 1 480 km au sud-est de Novossibirsk, la capitale du district. Mamakan se situe aussi à 4 248 km à l'est de Moscou, ainsi qu'à 57 kilomètres au sud-ouest d'Irkoutsk, la capitale du sujet. 
Nikola est, comme 85 localités de l'oblast, intégré au raïon d'Irkoutsk, un raïon se situant dans le sud de l'oblast avec comme centre administratif Irkoutsk, bien que la ville n'en fasse pas partie. Nikola est incorporée à la municipalité de Listivianka (ru) avec trois autres localités ; Angarskié Khoutora, Bolchié Koty, et Listvianka, cette dernière étant centre administratif de la municipalité. Listvianka se situe juste au sud-est du village, tandis qu'Angarskié Khoutora se situe au nord-ouest. 
Le possiolok se situe juste après l'endroit où l'Angara nait du lac Baïkal, s'écoulant dans la direction nord-ouest en direction d'Irkoutsk. Mais l'Angara ne perd pas en altitude, car Nikola se situe sur les berges du réservoir d'Irkoutsk, réservoir créé par le barrage d'Irkoutsk qui augmenta de 1 mètre et demi le niveau du Baïkal. 

Le village se situe à la sortie d'une petite vallée, bordée par les monts du Littoral (ru), chaîne de faible altitude allant de la source de l'Angara jusqu'au raïon d'Olkhon. Ces monts ont une différence d'environ 500 mètres avec l'altitude de la surface du lac.  
| Angarskié Khoutora |        |            |
| Angara             | Nikola |            |
| Angara             | Angara | Listvianka |

## Histoire
Le village a été fondé au début du XVIIIe siècle, en 1701, sur la rive gauchede l'Angara. La fondation eut lieu avec une chapelle qui fut édifiée cette année-là en l'honneur de saint Nicolas, patron des marins. 
Le village se situait sur la route de Sibérie, où à ce qui est devenu Listvianka, l'on embarquait sur des bateaux pour traverser le lac.
Le village a gagné son nom au XIXe siècle, après qu'une église en bois fut édifiée à la place de la chapelle. Cette église fut transférée en 1848 à Listvennitchnoïe, village aujourd'hui nommé Listvianka, où elle se trouve toujours.
Le village vit aujourd'hui du tourisme lié au lac Baïkal.

## Démographie
Recensements (*) et estimations de la population,,:
Lors du recensement de 2002, la population était à 97 % Russes.
| 2002 * | 2010* | - | - |
| ------ | ----- | - | - |
| 66     | 119   | - | - |

## Économie, culture et transports

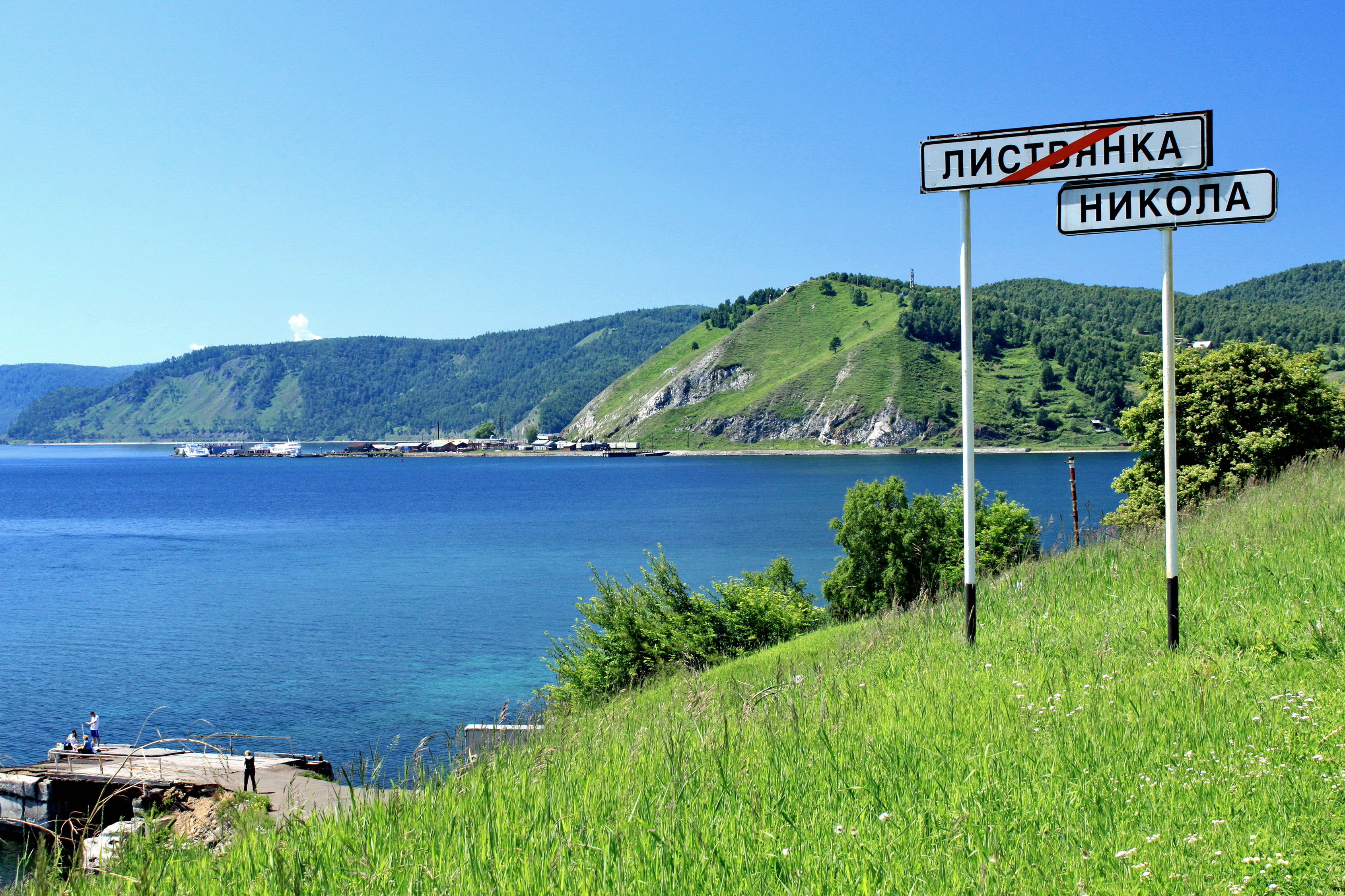
Panneau d'entrée à Nikola depuis Listvianka.

Aujourd'hui, le village possèdes des hôtels, campings, ainsi que des datchas, vivant tout comme Listvianka du tourisme lié au lac Baïkal, lac le plus profond du monde et plus grande réserve d'eau douce liquide à la surface de la Terre, inscrit au patrimoine mondial de l'UNESCO. Nikola fait partie du parc national Pribaïkalski, fondée en 1986. Le village possède une maison de la créativité ; une galerie d'art.
Sur le territoire du village se trouve l'équipe de recherche et de sauvetage du Baïkal du ministère des Situations d'urgence, ainsi qu'un petit chantier naval où navires et yachts sont assemblés.
La source de l'Angara est classifiée comme monument naturel.
En termes de transport, le village se situe dans la fin de la route du Baïkal (25N-209), route reliant le sud d'Irkoutsk à Listvianka en longeant l'Angara, qui traverse la localité. La gare la plus proche est la gare d'Irkoutsk-Passajirski sur le Transsibérien, et l'aéroport le plus près celui d'Irkoutsk.